# Кримски гущер
Кримският гущер (Podarcis taurica) е вид гущер, срещащ се в Югоизточна Европа. Достига дължина от 20-24 cm.

## Разпространение и местообитания
Кримският гущер се среща в Централна и Източна Унгария, Трансилвания, крайдунавските области на Румъния, в Молдова и южната част на Украйна, включително Крим. Разпространен е и в източната и южната част на Балканския полуостров и островите в Егейско и Йонийско море. Отделни находища са открити на азиатския бряг на Босфора.
В България се среща подвидът P. t. taurica, който е разпространен в Дунавската равнина, Добруджа, Черноморието, Тракия и долината на Струма до Горна Козница. Не се среща в планините над 600 m надморска височина и в голяма част от Западна България.
Кримският гущер предпочита сухи местности с тревиста и храстова растителност.

## Поведение
Основната храна на кримския гущер са насекомите. В края на юни до средата на юли снася 2-6 обли яйца с размер 9-15 mm, които се излюпват след около два месеца.